# Calycerales
Calycerales é um nome botânico válido de uma ordem de plantas angiospérmicas. Quando aceite, incluia os géneros Acicarpha e Calycera. São agora colocadas na ordem Asterales, sendo Calycerales tratado como sinónimo de Asterales.